# 咲前神社
咲前神社（さきさきじんじゃ）は、群馬県安中市鷺宮にある神社。旧社格は村社。養蚕の神として信仰され、春祭りに関連して開かれる市で買うと蚕が当たるなどと言われていた。一之宮貫前神社の故地であるとの伝承がある。

## 概要

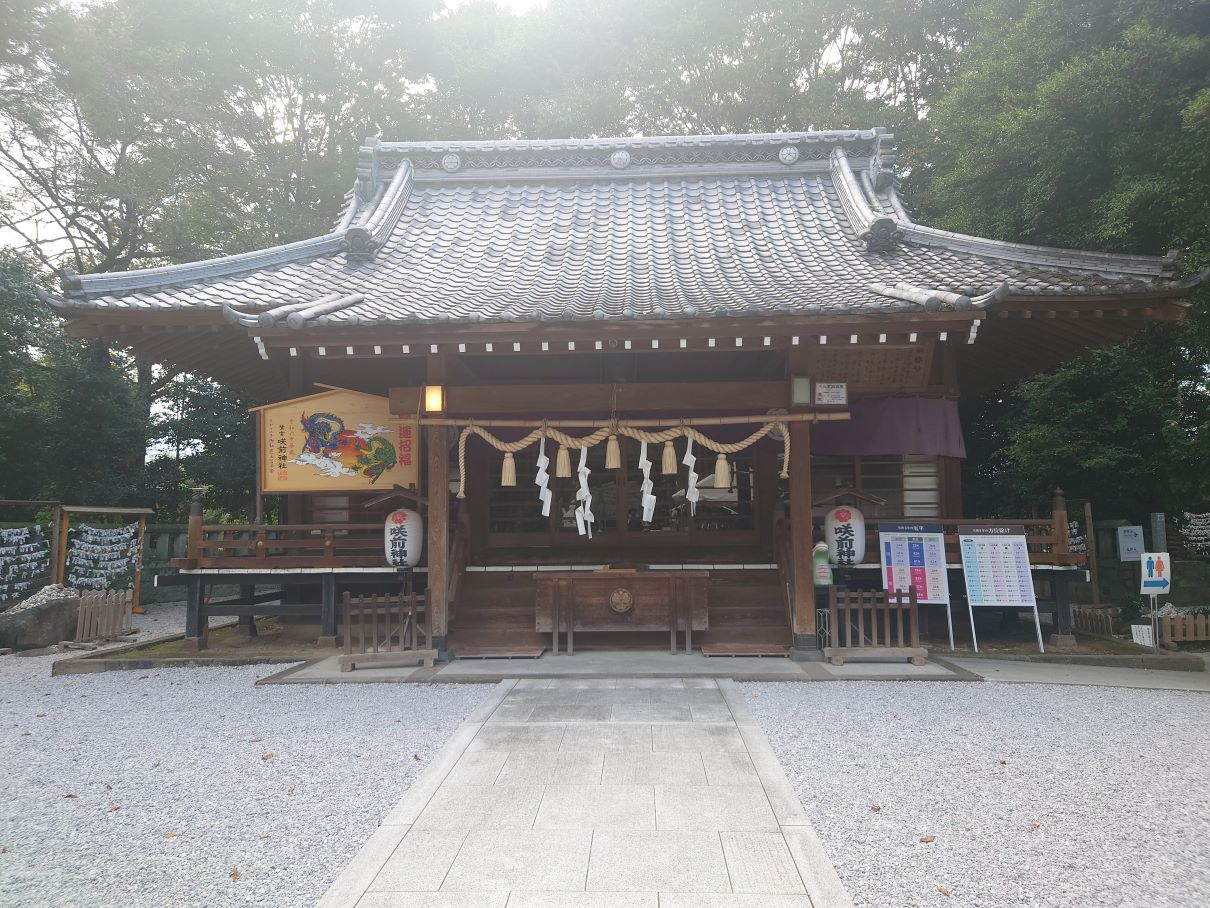
咲前神社拝殿

当社の鎮座地は、国譲りの際に信濃国諏訪まで逃げた建御名方神を追って出陣した経津主神が上野国に設けた陣地の跡であるとされる。安閑天皇元年（531年?）2月に雷斧石3個が出たことから下総国香取神宮より経津主神を磯部郷に勧請したのだという。また天武天皇の御代、白鳳元年（7世紀後半）3月15日に鎮座し、相殿に大己貴命と保食神を合祀したとされる。
一之宮貫前神社は当社から遷座したものであるとの伝承があり、それゆえに先の宮、すなわち「前宮」という呼び名が生まれ、「鷺宮」の地名もそれに由来するという。
中世の『上野国神名帳』には「従五位上 咲前明神」として見える。
万延元年（1860年）10月に前宮神社と改め、明治11年（1878年）さらに咲前神社と改称した。
明治6年（1873年）に創立された鷺宮小学校（現・安中市立東横野小学校）は創立から明治8年（1875年）まで当社の拝殿を仮校舎とした。
明治40年（1907年）6月に字吹上の無格社・稲荷神社を、明治44年（1911年）に末社八坂神社・秋葉神社・諏訪神社・菅原神社・痘瘡神社および上間仁田の村社・白山神社と同境内社、下間仁田の間仁田神社、中野谷の茂木稲荷神社を合祀した。明治44年10月31日に神饌幣帛料供進社に指定。

## 文化財
安中市指定無形文化財
- 咲前神社太々神楽（昭和54年3月26日指定[4]） - 文化12年（1815年）に小祝神社（高崎市石原町）から伝えられたものとされ、神楽殿には同年の奉額が掲げられている。かつては春秋2回奉納されていたが、戦後演じる人が少なくなり中止されており、昭和50年4月に衣装を新調して復活公演が行われた[4]。現在は4月1日に奉納される[6]。舞は猿田彦大神、伊邪那岐命・伊邪那美命、鹿島大神・香取大神、天細目命・太力雄命、誉田別大神、稲倉大神、天津摩良大神、両刀、天狐（てんこ）、松尾大神、須佐之男大神、事代主命の十二座から成る[4]。

ぐんま絹遺産
- 咲前神社本殿 附末社絹笠神社・神楽殿・根子石・太々神楽[7]

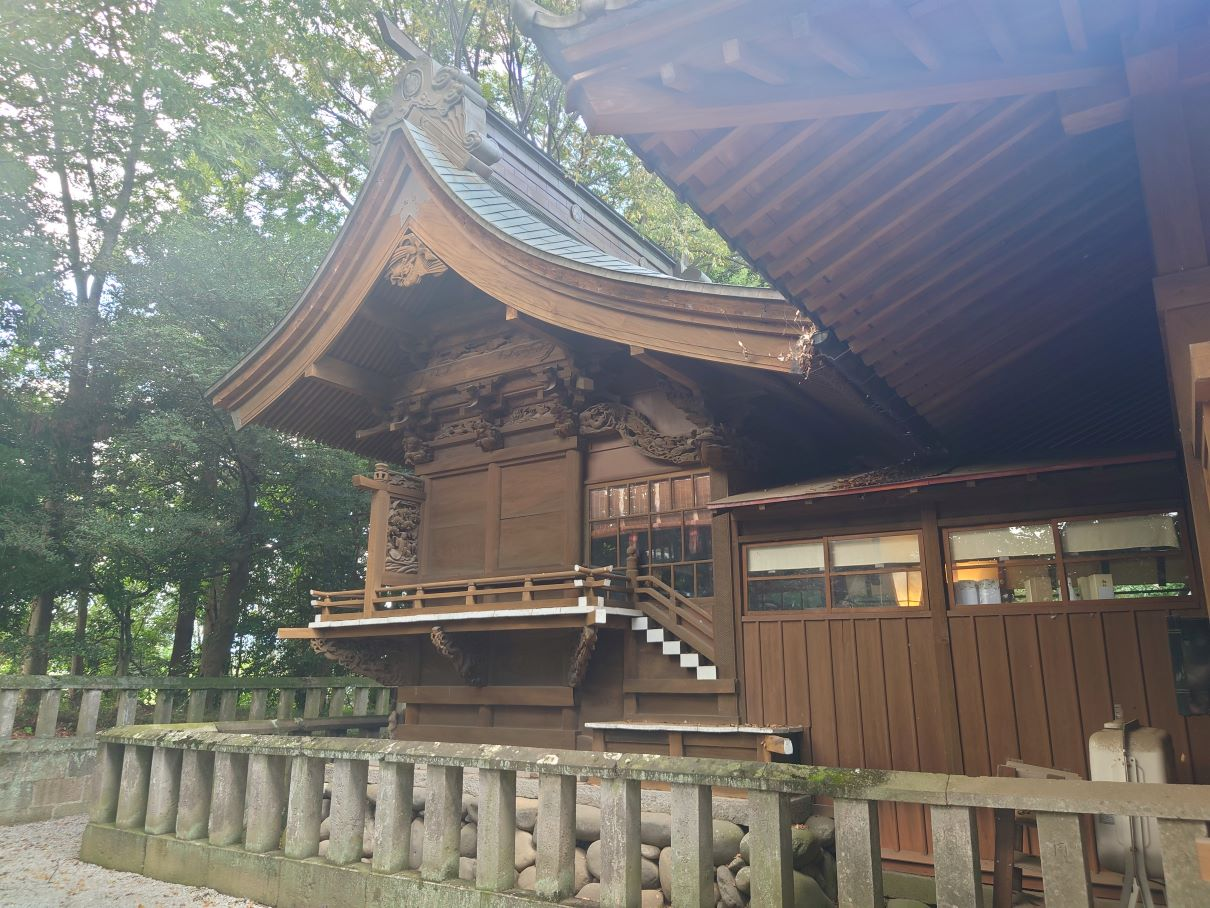
咲前神社本殿（ぐんま絹遺産）
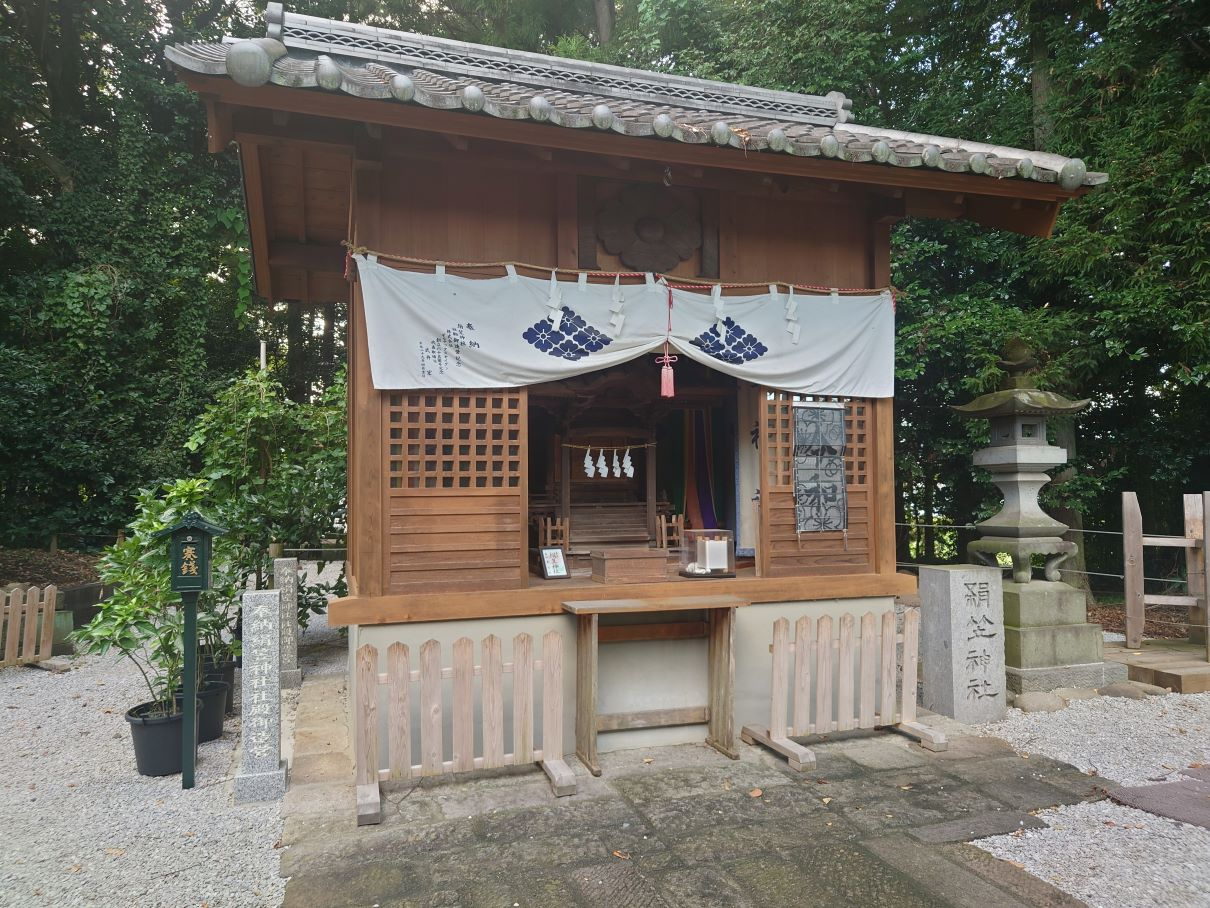
咲前神社境内社・絹笠神社（ぐんま絹遺産）

## 周辺
- 安中市立東横野小学校